# Blood+
A Blood+ (ブラッドプラス; Buraddo Puraszu; Hepburn: Buraddo Purasu; stilizálva BLOOD+) japán animesorozat, amit a Production I.G és az Aniplex készített Fudzsiszaku Dzsunicsi rendezésében. A sorozat premierje 2005. október 8-án volt az Animax műholdas és az MBS, a TBS és az RKB földi sugárzásán. Az utolsó epizód vetítésére 2006. szeptember 23-án került sor. A Blood+ nemzetközi forgalmazását Sony Pictures Television International végezte.
A sorozat Otonasi Szaja történetét követi nyomon, aki a chiropteranoknak nevezett vérszívó szörnyetegekkel harcol, miközben a világot járva a saját gyökereit kutatja.
A Blood+-t a 2000-es anime film, a Blood: Az utolsó vámpír inspirálta, mindazonáltal csak a történet alapelemei azonosak. Az animesorozatból három mangafeldolgozás is készült Blood+, Blood+ Adagio és Blood+ Jakódzsósi címmel, illetve két light novel és három videójáték is napvilágot látott.
Magyarországon az animesorozatot az Animax 2007. november 17. és 2008. május 11. között vetítette magyar szinkronnal, majd később az AXN Sci-Fi is műsorára tűzte.

## A cselekmény
Otonasi Szaja normális életet él örökbefogadó családja körében. Nevelőapja egy Vietnámban harcolt veterán, Mijaguszuku George, bátyja neve Kai, a kisöccséé Riku. Egyetlen problémája a nem múló súlyos amnéziája. Felhőtlen boldogsága akkor foszlik szét, mikor megtámadja egy chiropteran szörnyeteg, és a Vörös Pajzs nevű szervezet felfedi előtte: ő az egyetlen, aki képes megfékezni ezeket a szörnyeket.
A sorozat döntő része 2005 szeptembere környékén játszódik Okinava városában, az azonos nevű szigeten, közel az Amerikai Egyesült Államok „Kadena” légibázisához. A cselekmény kibontakozása alatt Szaja szövetségeseivel a világ számos pontját bejárja, míg a chiropteranokkal harcol és a saját gyökereit kutatja.

## Szereplők

### A chiropteránok
Denevérszerű vérivó szörnyek, mind emberfeletti erővel, gyorsasággal és különleges regenerálódó képességgel rendelkeznek. Az emberi faj ellenségei, háborújuk eredete ködbe vész.
Ezek a szörnyek mind egy Királynő vére által jöttek létre és ironikusan szintén ez az egyetlen módja annak is, hogy elpusztítsák őket. Mikor egy másik Királynő vére belekerül a szörny véráramába, egy végzetes kristályosító láncreakció indul be a testben. Ennek megfelelően a Diva vérétől származók megölhetők Szaja vérével és viszont.
A Diva vérével végzett emberkísérletek vezettek a Delta 67 nevű anyaghoz. Mikor a Delta 67 bekerül egy ember véráramába az alany chiropteránná változik. Mivel mind Diva vérmintájából jöttek létre, így ellenük az egyetlen ellenszer Szaja vére.
A közönséges chiropteranok gazdateste gyorsan elveszíti emberi intelligenciáját és emlékeit. Alakja eltorzul egy farkasfejű gorillához hasonló szörnnyé, bár néhányan repülőképes denevérféleséggé változnak, mint az amerikai katona, Forest.
A Shifu, vagy Schiff néven ismert csoport - szintén a kísérletek eredménye- megőrizte emberi értelmét és érzéseit, habár biológiájuk drámai átalakuláson mentek át.

### Királynők
A Királynők az első chiropteranok időben, erőben és képességekben. Mindig két királynő létezik, akik ikerlányok és az utolsó Királynőtől születtek. Fajuk aktuális királynői Szaja és Diva. Joel Goldsmith fedezte fel őket a 19. században egy rejtélyes SAYA kódnevű teremtmény belsejében, amit Izlandon talált.
Szaját a lányaként nevelte, míg testvérét Divát elzárva tartotta egy toronyban, ahol nem érintkezhetett emberekkel, még csak nevet sem adott neki. Egyszerű, névtelen tesztalany volt, Joel asszisztense, Amshel Goldsmith gondozta.
Minden más chiropteran a Királynő véréből született, mindegy, hogy a Királynő saját akaratából, vagy emberi kísérletek során.
Más chiropteránoktól eltérően a Királynők külseje mindig emberszerű, bár meg tudják változtatni azt az anyjuktól örökölt formába.
A Királynők csak kevés időt töltenek ébren (2-3 évet), általában hibernált alvásban léteznek legalább 30 évig, de lehet, hogy évszázadokon át. Emberfeletti testi erővel, gyorsasággal és más különleges képességekkel is rendelkeznek. Erejük alapja az emberi vér fogyasztása. Ezért Díva, aki szabadon élősködik a halandókon korlátlanul képes kiaknázni ennek lehetőségét, míg Szaja, aki megtartóztatja magát, csak időszakosan mutat speciális képességeket.
Mikor egy Királynő teherbe esik a következő generáció Királynőivel a vére elveszíti veszélyes tulajdonságait. Egy Királynőt csak chevalier termékenyíthet meg, méghozzá olyan, akit nem maga, hanem a nővére teremtett.

### Chevalier
A chevalier szó franciául lovagot jelent, kiejtése sövalié. A „lovagok” valamelyik halhatatlan chiropterán-királynő, Díva, vagy Szaja védelmezői, akik meghaltak, vagy halálos sebet kaptak, de ihattak az úrnőjük véréből így lettek halhatatlanok. Tehát chevalier akkor születik, ha egy ember a Királynő vérét issza. Ők a második legmagasabb szintű chiropteranok. Divához tartozik Amshel, Sonya, alias Grigorij Jefimovics Raszputyin, Solomon, Carl, Martin Bormann, James és Nathan. Szaja lovagja Hadzsi, a későbbiekben pedig már Riku is.
A teremtőjükhöz mind feltétlenül hűségesek, a parancsuknak vakon engedelmeskednek. Páran azért külön úton is járnak időnként… Mind rendelkezik természetfeletti képességekkel, mint a különleges erő vagy az alakváltás.

### Shifu
A Shifu tagjai nem természetes módon lettek chiropterán-féleségek, hanem emberi tevékenység termékei: Izlandon, Kilbed helységben valószínűleg génmanipulációval létrehozott mesterséges eredetű faj, vagy társaság. Tagjai érzékenyek a napfényre, ezért éjszakai életmódra kárhoztattak. Vért isznak, mint a chiropteránok, de akármilyen őket nem elégíti ki. Egy különleges kór pusztítja őket, „jelnek” vagy „átoknak” nevezik, ez nem más, mint amikor Szaja vére megöli a chiropteránokat, csak ők maguktól és lassan porladnak vörös kristállyá, majd porrá. Páran nem várják meg végzetüket, összefognak Moses vezetésével és kitörnek börtönükből.
Egy ottani tudós elhiteti velük, hogy életbemaradásukhoz Szaja vére szükséges. Elhiszik, ezért többször is megtámadják Szaját, de kísérleteznek chiropteránok és chevalierek vérével is. Az igazság későn jut el hozzájuk, sajnos a világ dolgaiban való tapasztalatlanságuk, hiszékenységük majdnem mindannyiuk végzetét okozza.
A fényre való érzékenységük miatt csuklyát hordanak, erejük és gyorsaságuk emberfeletti. Különleges, de nagyon hatékony kézifegyverekkel harcolnak.

## A sorozat megszületése és az alkotói folyamat
Az animesorozatot a Production I.G és Aniplex készítette Fudzsiszaku Dzsunicsi rendezésében. A Blood+ a Blood: Az utolsó vámpír 2000-es animációs film hatására készült, bár a főbb elemeken kívül csak néhány utalás található benne a filmre. Fudzsiszaku írta a Blood: Az utolsó vámpír regényváltozatát is.

## Médiamegjelenések

### Anime
A Blood+ animesorozat premierje 2005. október 8-án volt az MBS és a TBS csatornákon, a Mobile Suit Gundam SEED Destiny-t váltva fel. Minden héten egy epizód volt látható, az utolsó, 50. epizód 2006. szeptember 23-án. A sorozatot Fudzsiszaku Dzsunicsi rendezte Hasii Csizu szereplőtervei alapján és a Production I.G és az Aniplex készítette. Négy évadból áll, mindegyik külön főcímet és zárófőcímet kapott más más zenészek előadásában. A sorozat az Animaxen, illetve később a kelet-ázsiai adásváltozatában is látható volt.
A Sony nemzetközi forgalmazásának köszönhetően számos régióban licencelték. A Blood+ az Egyesült Államokban a Cartoon Network Adult Swim műsorblokkjában volt látható angol szinkronnal, 2007. március 11. és 2008. március 23. között. Az angol nyelvű változatot Ausztráliában a Sci Fi Channel, a Fülöp-szigeteken pedig a Studio 23 is vetítette.
Japánban DVD-n az Aniplex jelentette meg tizenhárom kötetben 2005. december 21. és 2006. december 20. között. Az első köteten kettő, a többin négy epizód volt megtalálható különböző extrákkal. Az első DVD az 1. régióban, Észak-Amerikában 2008. március 4-én jelent meg, egyidejűleg egy 5 epizódot tartalmazó DVD-kötet és egy 25 epizódot tartalmazó díszdoboz Blood+ Part One néven. A Sony csak folytatólagosan csak a sorozat felét adta ki külön DVD-kötetekben, a második fele csak a Blood+ Part Two díszdobozban jelent meg 2009. október 20-án. Az egész sorozat elérhető online az Egyesült Államokban a Crackle oldalán, illetve a Hulu és a Netflix oldalán is.
Magyarországon az animesorozatot az Animax 2007. november 17. és 2008. május 11. között vetítette magyar szinkronnal, majd később az AXN Sci-Fi is műsorára tűzte.

### Manga
A Blood+ animesorozat hatására három mangasorozat is megjelent különböző mangamagazinokban. A tankóbon köteteket mindhárom sorozatnál a Kadokawa Shoten adta ki. A Blood+ Kacura Aszuka ötkötetes mangasorozata, amelyet a Gekkan Sónen Ace mutatott be 2005 júliusában. A manga az anime történetelemeit tartalmazza. A Blood+: Adagio Szuekane Kumiko kétkötetes sorozata, bemutatója a Beans Ace Magazine 2005 szeptemberi számában volt. A manga Szaja és Hadzsi történetét követi az orosz forradalom idején. A harmadik sorozat, a Blood+ Jakódzsósi (BLOOD+ 夜行城市; Hepburn: Blood+ Yakōjōshi) egy egykötetes sorozat Kiszaragi Hirotaka tollából. Bemutatója az Aszuka Ciel 2005 szeptemberi számában volt. A manga Sanghajban játszódik, ahol Hadzsi Szaja után kutat. Az előző kettő mangával ellentétben, amelyek sónen mangák, a Blood+ Jakódzsósi egy sódzso, részben sónen-ai manga. Észak-Amerikában mindhárom mangaadaptáció angol nyelvű kiadásának jogát a Dark Horse Comics szerezte meg.

### Light novelek
A Blood+ sorozathoz két light novel adaptáció készült. A Blood+-t Ikehata Rjó írta és Hasii Csizu illusztrálta. Az animének ez a négykötetes hivatalos regényadaptációja kiegészíti az animét és többet mond el a chiropteranok elleni harc hátteréről. Az első kötete 2006. május 1-jén jelent meg Japánban a Kadokawa Shoten férfi közönségnek szóló Sneaker Bunko címe alatt. A további kötetek négyhavonta jelentek meg, az utolsó 2007. május 1-jén.
A második adaptáció, a Blood+ Russian Rose (BLOOD+ ロシアン・ローズ; Blood+ Rosian Rózu; Hepburn: Blood+ Roshian Rōzu) egy kétkötetes sorozat Minazuki Karino írásában és Takagi Rjó illusztrálásával. Az első kötete a Blood+ light novellel egy időben, 2006. május 1-jén jelent meg, míg a második kötet 2006. szeptember 1-jén. A Kadokawa Shoten férfi közönségnek szóló Beans Bunko címe alatt jelent meg és Szaja és Hadzsi életét követi az orosz forradalom idején.
Észak-Amerikában mindkét light novel angol nyelvű kiadásának jogait a Dark Horse Comics szerezte meg, az első Blood+ regény 2008. március 19-én jelent meg.

### Videójátékok
Két Blood+ sorozaton alapuló Sony PlayStation 2 videójáték készült. Mindkettő csak Japánban érhető el és nem került kiadásra más országokban.

A Blood+: Szójoku no Battle Rondo (BLOOD+ 〜双翼のバトル輪舞曲(ロンド)〜; Hepburn: Blood+: Sōyoku no Battle Rondo) a Sony Entertainment 2006. július 27-én kiadott kalandjátéka. A játék cselekménye az anime 32. és 33. epizódja között eltelt egy évben, Riku halála után játszódik. A játék egy részében a játékos döntéseivel alakíthatja a cselekményt míg a másik részében Szaját irányítva harcolhat a chiropteránok ellen, begyűjtve kristályaikat.

A Blood+: One Night Kiss a Namco Bandai Games és a Grasshopper Manufacture akció-kalandjátéka, amely 2006. augusztus 30-án jelent meg. A Killer7 videójátékhoz hasonló rajzfilmszerű grafikát használ. Szuda Goicsi, a Grasshopper vezérigazgatója rendezte. A játék egy Sikisi nevű kitalált városban játszódik, a játékos többnyire Szaját, alkalmanként Aojamát, egy, a játékhoz megalkotott szereplőt irányíthat.

A két PS2 játék kiegészítéseként, a Sony Entertainment kiadott egy PlayStation Portable játékot is Blood+: Final Piece (BLOOD+ 〜ファイナルピース〜) címmel 2006. szeptember 7-én. A játék egy kaland-szerepjáték, amely az animéből átvett és kizárólagosan a játék számára készített animációs jeleneteket is tartalmaz. A játék az animesorozat első évadja idején játszódik és egy saját történetet ölel fel Szajával, aki három iskolai barátjával apja rejtélyes eltűnésének nyomába ered.

### Zenei albumok
A nyitó- és zárótéma kivételével a Blood+ teljes zenei anyagát a neves filmzeneszerző Hans Zimmer és a neves zeneszerző Mark Mancina szerezte. A Blood+ volt az első anime, amelyen Mancina dolgozott, és utólag megjegyezte, hogy animerajongóvá vált, amíg a sorozaton dolgozott. Valamennyi nyitó- és zárótéma a Sony Musicnál készült Omacu Jutaka vezetésével. A nyitó- és záródalokat számos művész adja elő, mint Takahasi Hitomi, Hadzsime Csitosze, Hyde, Nakasima Mika, Aki Angela, Uverworld, Jinn és K. Egy Production I.G-val készült interjúban Omacu megjegyezte, hogy a Sony jó munkát végzett azzal, hogy minden évadhoz odaillő zenét készített, ahogy Zimmer és Mancina is kiválóan dolgozott.
Négy zenei CD-t adott ki a Sony Music Japan az Aniplexen keresztül Japánban, mindegyiket Hans Zimmer szerezte. A Hagi Plays J.S. Bach (ハジ プレイズ J.S BACH) 2006. február 2-án jelent meg és hat dalt tartalmaz, melyek válogatások Johann Sebastian Bach Nr. 5 c-moll csellószvitjéből, Furukava Nobuo előadásában. A hetedik és az utolsó ráadás dalok Hanno Josihiro remixei. A lemez mellé egy DVD-t is mellékeltek, amelyen egy különleges epizód található Hagi hátteréről és egy zenei videó, melyen Furukava előadja az első dalt, a Prelúdiumot (プレリュード).
Az első teljes zenei lemez Blood+ Original Soundtrack 1 címmel 2006. április 26-án jelent meg. A lemez tizennégy hangszeres dalt tartalmaz a sorozat háttérzenéjéből és Diva énekét, amelyet Elin Carlson ad elő. A sorozatban is Carlson adta elő Diva énekét. A 2006. szeptember 27-én megjelent Blood+ Original Soundtrack 2 újabb tizennyolc hangszeres témát tartalmaz a sorozatból. A limitált kiadású Blood+ Complete Best 2006. október 25-én jelent meg és egy CD-t, egy DVD-t, illetve egy 80 oldalas füzetet tartalmaz. A CD-n mind a nyolc főcím- és zárófőcímdal teljes verziója és az első lemez utolsó két hangszeres dala megtalálható. A DVD zenei videókat tartalmaz a CD főcím- és zárófőcímdalaihoz, míg a füzet epizódismertetőket és a stáb zárógondolatait tartalmazza.

### Rajongói album
2006 szeptemberében a Newtype magazin megjelentette a BLOOD + Encyclopedia-t, egy különleges kiadású rajongói albumot, amely a stábbal és a színészekkel készített interjúkat, epizódismertetőket és a sorozathoz kapcsolódó kiadványokkal: mangákkal, regényekkel és videójátékokkal kapcsolatos információkat tartalmaz.

## Fogadtatás
A Blood+ első vetítésére a TBS és MBS vasárnap délután 6 órai műsorsávjában került sor, ahol 1993 óta főként animék voltak láthatóak. A Blood+ sugárzásának megkezdése után a nézőszám esni kezdett, különösen, amikor egy konkurens televízióadó az NHK Major animesorozatát tűzte műsorára ugyanebben a műsorsávban.
Carl Kimlinger az Anime News Network kritikusa megjegyezte, hogy „a cselekmény előre rohanó, sosem időzik egy helyszínen, de mégsem rohan”. 2005 decemberében a Blood+ egyike volt annak a néhány animének, amelyet „kiváló munkaként ajánlottak” a 9. Japan Media Arts Festivalon. A sorozat 41. helyen végzett a TV Asahi 2006. 100 kedvenc animéjét tartalmazó listáján.